# 1965
1965 (MCMLXV) je bilo navadno leto, ki se je po gregorijanskem koledarju začelo na petek.

## Dogodki
- 20. januar - Lyndon B. Johnson zapriseže kot 36. predsednik Združenih držav Amerike
- 30. januar - na pogrebu Sir Winstona Churchilla se zbere največje število državnikov z vsega sveta vse do leta 2005, ko pokopljejo papeža Janeza Pavla II.
- 15. februar - Kanada prevzame novo zastavo
- 18. februar - Gambija postane neodvisna država
- 8. marec - Vietnamska vojna: prve ameriške oborožene sile prispejo v Južni Vietnam.
- 18. marec - kozmonavt Aleksej Arhipovič Leonov zapusti kapsulo plovila Voshod 2 in opravi prvi sprehod po odprtem vesolju v zgodovini.
- 20. marec - začetek druge kašmirske vojne med Indijo in Pakistanom za nadzor nad sporno regijo Kašmir.
- 22. marec - Nicolae Ceaușescu postane generalni sekretar Komunistične partije Romunije.
- 14. julij - sonda Mariner 4 pošlje na Zemljo prve bližnje posnetke Marsa.
- 16. julij - predsednika Giuseppe Saragat in Charles de Gaulle uradno otvorita predor pod Mont Blancom.
- 26. julij - Maldivi postanejo neodvisna država.
- 9. avgust - Singapur postane neodvisna država z izključitvijo iz Malezijske federacije
- 15. avgust - The Beatles izvedejo prvi rock koncert na stadionu.
- 2. september - druga kašmirska vojna: pakistanske sile vkorakajo v indijski del Kašmirja
- 18. september - japonski astronomi odkrijejo komet Ikeja-Seki.
- 30. september - indonezijska vojska pod vodstvom generala Suharta zatre domneven poskus komunističnega državnega udara, ki ga kasneje uporabi kot povod za pogrome proti komunistom.
- 3. oktober - Fidel Castro razglasi, da je Che Guevara odstopil in zapustil državo.
- 5. november - v Rodeziji so razglašene izredne razmere zaradi političnih nemirov. Generalna skupščina OZN odobri Združenemu kraljestvu uporabo sile v primeru da bi kolonija enostransko razglasila neodvisnost.
- 11. november - manjšinska vlada Iana Smitha enostransko razglasi neodvisnost Rodezije.
- 16. november - Sovjetska zveza izstreli sondo Venera 3 proti Veneri.
- 8. december - konec drugega vatikanskega koncila.

## Svetovna populacija
| Svetovna populacija | Svetovna populacija | Svetovna populacija | Svetovna populacija | Svetovna populacija | Svetovna populacija | Svetovna populacija |
|                     | 1965                | 1960                | 1960                | 1970                | 1970                |                     |
| ------------------- | ------------------- | ------------------- | ------------------- | ------------------- | ------------------- | ------------------- |
| Svet                | 3.334.874.000       | 3.021.475.000       | 313.399.000         | 3.692.492.000       | 357.618.000         |                     |
| Afrika              | 313.744.000         | 277.398.000         | 36.346.000          | 357.283.000         | 43.539.000          |                     |
| Azija               | 1.899.424.000       | 1.701.336.000       | 198.088.000         | 2.143.118.000       | 243.694.000         |                     |
| Evropa              | 634.026.000         | 604.401.000         | 29.625.000          | 655.855.000         | 21.829.000          |                     |
| Južna Amerika       | 250.452.000         | 218.300.000         | 1.270.000           | 284.856.000         | 34.404.000          |                     |
| Severna Amerika     | 219.570.000         | 204.152.000         | 15.418.000          | 231.937.000         | 12.367.000          |                     |
| Oceanija            | 17.657.000          | 15.888.000          | 1.769.000           | 19.443.000          | 1.786.000           |                     |

## Rojstva
- 12. januar - Nikolaj Borščevski, ruski hokejist
- 29. januar - Dominik Hašek, češki hokejist
- 31. januar - Guido Marini, italijanski rimskokatoliški duhovnik
- 13. februar - Tomaž Čižman, slovenski alpski smučar
- 17. februar - Michael Bay, ameriški filmski režiser
- 18. februar - Dr. Dre, ameriški raper
- 23. februar - Helena Suková, češka tenisačica
- 3. marec - Dragan Stojković, srbski nogometaš in nogometni trener
- 4. april - Robert Downey, Jr., ameriški filmski igralec
- 10. april - Jure Robič, slovenski kolesar († 2010)
- 4. maj - Andrej Marušič, slovenski psihiater († 2008)
- 16. maj - Danijel Krivec, slovenski politik in inženir elektrotehnike
- 12. junij - Peter Musevski, slovenski igralec († 2020)
- 8. julij - Franc Kangler, slovenski politik
- 23. julij - Saul Hudson - Slash, angleški kitarist
- 31. julij - J. K. Rowling, angleška pisateljica
- 16. avgust - Abdirahman Omar Osman, somalijski politik († 2019)
- 21. avgust - Igor Grdina, slovenski zgodovinar, literarni zgodovinar in libretist
- 22. avgust - Igor Jurič, slovenski novinar
- 24. avgust - Reggie Miller, ameriški košarkar
- 28. avgust - Shania Twain, avstralska pevka
- 7. september - Angela Gheorghiu, romunska sopranistka
- 13. september - Alojz Kovšca, slovenski obramboslovec, politik in urar
- 14. september - Dimitrij Medvedjev, ruski politik
- 19. september - 
  - Branko Cestnik, slovenski duhovnik in filozof, pater klaretinec
  - Sunita Williams, ameriška astronavtka indijsko-slovenskega rodu
- 6. oktober - Jürgen Kohler, nemški nogometaš
- 18. oktober - Vita Mavrič, slovenska igralka in šansonjerka
- 21. november - 
  - Björk, islandska glasbenica
  - Edi Pucer, slovenski televizijski voditelj
- 1. december - Robert Pešut - Magnifico, slovenski glasbenik
- 25. december - Dimitrij Olegovič Mironov, ruski hokejist

## Smrti
- 4. januar - Thomas Stearns Eliot, angleško-ameriški pesnik, nobelovec (* 1888)
- 10. januar - Antonín Bečvář, češki astronom (* 1901)
- 24. januar - Sir Winston Churchill, britanski državnik, politik in nobelovec (* 1874)
- 15. februar - Nat King Cole, ameriški glasbenik (* 1919)
- 21. februar - Malcolm X, ameriški aktivist (* 1925)
- 23. februar - Stan Laurel, angleški komik in igralec (* 1890)
- 14. marec - Stanko Premrl, slovenski skladatelj in glasbeni pedagog, (* 1880)
- 18. marec - Faruk, egiptovski kralj (* 1920)
- 21. april - Sir Edward Victor Appleton, angleški fizik, nobelovec (* 1892)
- 18. maj - Eli Cohen, izraelski vohun (* 1924)
- 13. junij - Martin Buber, avstrijsko-judovski filozof (* 1878)
- 14. junij - Venčeslav Arko, slovenski kirurg (* 1902)
- 14. julij - Hasan Brkić, bosanskohercegovski pravnik in politik (* 1913)
- 27. avgust - Le Corbusier, švicarsko-francoski arhitekt (* 1887)
- 4. september - Albert Schweitzer, nemško-alzaški zdravnik, človekoljub, filozof, nobelovec (* 1875)
- 8. september - Hermann Staudinger, nemški kemik, nobelovec (* 1881)
- 11. oktober - Dorothea Lange, ameriška fotografinja (* 1895)
- 12. oktober - Paul Hermann Müller, švicarski kemik, nobelovec (* 1899)
- 22. oktober - Paul Tillich, nemško-ameriški teolog in filozof (* 1886)
- 10. november - Aldo Nadi, italijanski sabljač (* 1899)
- 5. december - Janez Lipušček, slovenski operni pevec (* 1914)
- 16. december - William Somerset Maugham, angleški pisatelj in dramatik (* 1874)

## Nobelove nagrade
- Fizika - Sin-Itiro Tomonaga, Julian Schwinger, Richard Phillips Feynman
- Kemija - Robert Burns Woodward
- Fiziologija ali medicina - François Jacob, André Lwoff, Jacques Monod
- Književnost - Mihail Aleksandrovič Šolohov
- Mir - UNICEF